# Télévision numérique par satellite
 (janvier 2023).
La télévision numérique par satellite - à ne pas confondre avec la télévision numérique terrestre dite « TNT » laquelle exploite des émetteurs de télévision au sol - est diffusée par satellite géostationnaire et peut être reçue avec des antennes individuelles ou collectives orientées vers une ou plusieurs positions orbitales. 
Tout ou partie de l'offre de chaînes par satellite peut être diffusée en numérique clair sans abonnement, ou embrouillée et nécessitant un abonnement ou encore, nécessitant une carte d'accès en cours de validité pour y accéder.
Selon les pays et leur règlementation, l'offre de télévision nationale terrestre peut être reprise en partie ou totalité par satellite. En France métropolitaine, les offres numériques satellitaires françaises sont obligatoirement similaires à l'offre terrestre nationale, comprenant notamment en 2022, selon les régions, les 25 chaînes nationales françaises gratuites, classées par leur ordre/numérotation grâce à la fonction « Logical Channel Number » (LCN) de la norme numérique DVB et un contrôle parental, imposés par l'Autorité de régulation de la communication audiovisuelle et numérique, « Arcom ».

## Description
La TNT et la télédiffusion par satellite peuvent toutes deux être considérées des transmissions hertziennes c'est-à-dire grâce à la modulation de signaux par voie aérienne et sans réseau physique comme vecteur, conformément à la définition de l'Union internationale des télécommunications.
Depuis le 12 décembre 2012, de nouvelles chaînes HD gratuites françaises sont ajoutées à l'offre initiale terrestre. La reprise terrestre de ces six nouvelles chaines véhiculées par les multiplex R7 et R8, s'effectue progressivement, sur une période allant jusqu'en 2015 par un déploiement en treize phases, débutant par les zones les plus denses : Ile de France, régions de Marseille et de Bordeaux, notamment.

## Normes
L'offre numérique satellite est diffusée conformément à la norme DVB-S MPEG2 pour les chaines SD et à la norme DVB-S2 MPEG4 pour les chaines HD, formats également exploités par les offres de télévision par satellite payantes au plan international.
Il n'est généralement pas possible de capter la TNT avec un équipement satellitaire et il n'est pas possible de recevoir les chaînes numérique par satellite avec une antenne de type « râteau » UHF. Les récepteurs DVB-S et DVB-S2 sont généralement incompatibles avec la norme DVB-T de la TNT et vice versa, exception notable de téléviseurs et récepteurs multi-normes adaptés à la fois aux offres terrestres et satellite voire câble. Chaque système exploite des fréquences et modulations spécifiques. 
L'offre numérique satellite nationale délivre une qualité d'images et de son au moins équivalente à celle de la TNT.
En habitat collectif, certains immeubles ou résidences sont dotés d'une réception satellite numérique commune à la norme satellite DVB-S2, le plus souvent transmodulée en norme terrestre, DVB-T, notamment dans les zones où la réception terrestre est impossible ou compliquée. Cette solution technique permet dès lors, d'utiliser un téléviseur conventionnel ou un adaptateur TNT, connectés à la prise antenne collective de l'immeuble ou de la résidence. Cette solution nécessite un investissement plus important pour les propriétaires, qu'une télédistribution dite « antenne collective » conventionnelle. Cette formule évite à chaque foyer, de devoir utiliser un récepteur satellite DVB-S2 pour chaque téléviseur.

## Expansion du service
La TNT française comprenant une trentaine de chaînes selon les zones, n'est recevable qu'en France métropolitaine, sur moins de 85 % de la surface du territoire, avec certains débordements limités sur les zones frontalières voisines, alors que la télévision par satellite couvre 100 % du territoire et arrose également une partie de l'Europe de l'Ouest. Cet avantage de meilleure pénétration est particulièrement exploité par les utilisateurs en mobilité (tourisme en camping-cars équipés d'antennes satellite nomades), contrairement à la TNT qui oblige de reparamétrer son adaptateur ou le téléviseur TNT, dès que l'on se déplace à une nouvelle zone de couverture ou d'émetteur de télévision local.

## Antennes dédiées
L'offre numérique par satellite est généralement reçue grâce à une antenne spécifique le plus souvent à réflecteur de forme parabolique appelée communément parabole, d'au moins 60 cm de diamètre.
Il existe d'autres formes d'antenne satellitaire plus discrètes ou plus compactes, parmi lesquelles les antennes plates, relativement peu encombrantes, (inférieures à 55 cm) souvent choisies pour des raisons d'esthétisme et d'installation plus facile mais accusant parfois une performance moindre en réception. Leur gain peut s'avérer insuffisant dans les zones de couverture ayant une PIRE ≤53 dBw, notamment en cas d'intempéries, ce qui peut engendrer des perturbations lors de la réception. Ces antennes doivent être soigneusement orientées vers un satellite en orbite géostationnaires et exploiter un certain angle d'élévation (par rapport à l'horizontale).

## Offre de service en gratuit-crypté
En France métropolitaine, l'offre nationale à la norme DVB-S ou DVB-S2 propose une duplication du bouquet terrestre national français est exploitée par deux opérateurs commerciaux : Fransat via la position Eutelsat 5WA et TNTSAT via la position Astra. Une carte d'accès avec des droits en cours de validité est fournie par l'opérateur, généralement d'une durée de fonctionnement de 4 ou 5 années, à renouveler. Officiellement, ces offres sont strictement limitées au territoire de la France métropolitaine et notamment pour couvrir les zones mal ou pas desservies par la télévision numérique terrestre. Toutefois, en fonction de la zone de couverture du satellite, l'équipement et la carte peuvent permettre de recevoir ces signaux télévisuels, dans certaines zones situées hors des frontières nationales.
L'offre satellite gratuite française comprend en complément, une offre radio numérique.
À partir du 12 décembre 2012 six nouvelles chaînes en HD native au format Mpeg4 8PSK, sont diffusées sur Eutelsat 5WA, 5°W sur les N° de présélections, 20 à 25 des seuls terminaux labellisés Fransat. Fransat propose depuis le 15 janvier 2013, RMC Découverte et L'Équipe 21, depuis le 09.4.2013, en Mpeg2, pour être visibles via les simples terminaux Fransat SD. Via Astra 1, 19°E, Tntsat en propose que 4, HD1  et 6ter étant non-diffusées et principalement qu'en SD, comme L'Équipe 21 en Mpeg4, Numéro 23,  RMC Découverte, sauf Chérie 25 en Mpeg4 HD, les 4suivables via un tuner de la seconde génération à la norme Mpeg4 rétrocompatible 2. Avec un ancien tuner SD, seules les chaînes en Mpeg2 sont exploitables sur un labellisé canal Ready.  

## Coûts d'installation et d'équipement
En 2012, un démodulateur numérique satellite labellisé Fransat ou TNTsat, revient à environ 70 euros, alors que son équivalent terrestre peut être vendu 15 euros voire moins. À la même période, le coût d'une antenne satellite conventionnelle nécessite a minima, 19 € pour la standard) que les antennes TNT, râteaux, dites moyennes, de type trinappe, environ 35 €. Les antennes TNS compactes ou discrètes sont plus coûteuses, de 60 à 100 €.
L'offre gratuite nationale française est uniquement recevable sur un terminal satellite externe labellisé HD, à contrôle d'accès embarqué, devant être relié à chaque téléviseur par connectique HDMI ou Péritélévision. L'offre Fransat peut être recevable grâce à une cartouche module CAM Fransat (type CI+ 1.2) à condition que le téléviseur soit multi-normes terrestre et satellite, avec Interface Commune CI+ (CI+1.3), portant le logo Compatible Fransat, notamment commercialisés par la marque Samsung).

## Déclinaison par abonnement
En 2012, l'offre télévision satellite numérique française payante comprend les bouquets Canal+, Canalsat, Bis TV, Bein Sport, OCS - TV Orange et SFR sat, par une souscription généralement mensuelle ou annuelle avec carte prépayée en droits d'accès. Ces bouquets ne contiennent pas toujours la totalité de l'offre gratuite et en HD pour les chaînes natives HD : 
- BIS TV via Eutelsat 5WA: totalité en conformité depuis Juillet 2013 ;
- TV Orange via Eutelsat 5WA : totalité et en conformité ;
- BIS TV via Hot-Bird: partiel, manque C+ et I-télé et les six nouvelles chaînes ;
- TV Orange via Hot-Bird : totalité, mais les six nouvelles chaines sont apparues en juillet 2013 qu'en SD ;
- Canalsat, SFR SAT, TV Orange sur Astra 1, partiel, manque HD 1 et 6TER et trois des quatre autres pourtant HD sont proposées qu'en SD.

Pour l'offre payante, seule la position 5°W propose l'offre exhaustive et en conformité avec les stipulations du CSA.

## Compatibilité avec internet par satellite
L'offre télévisuelle par satellite peut être compatible avec une antenne satellite IP de taille moyenne, 80/90 cm, (parfois 1,20 m) permettant d'accéder également aux services Internet à haut débit par satellite, voire une offre « triple play » avec une seule et même parabole individuelle de type hybride, orientée vers le satellite KA-SAT à 9° ou d'autres satellites TV/Internet tels que Hot-Bird, Eutelsat ou Astra.
L'opération consiste à combiner le signal provenant d'une parabole à tête satellite compatible bande Ku avec une seconde tête bi-directionnelle compatible bande Ka et d'exploiter la liaison coaxiale conventionnelle (75 ohms) jusqu'au modem satellite et au récepteur de télévision numérique.